# 昇元
昇元（937年十月—943年二月）或作升元，是南唐烈祖李昪的年號，共计7年。

## 改元
- 南吳天祚三年——十月五日，南唐改元為昇元元年。[2][3][4][5][6]
- 昇元七年——三月一日，改元為保大元年。[7][8][9][10][11][12]

- 昇元元年——十月五日，齊王徐誥稱帝，建立南唐。
- 昇元七年——二月二十二日，南唐烈祖去世。三月初一日，元宗李璟即位。

## 紀年對照表
| 昇元 | 元年  | 二年  | 三年  | 四年  | 五年  | 六年  | 七年  |
| ---- | ----- | ----- | ----- | ----- | ----- | ----- | ----- |
| 公元 | 937年 | 938年 | 939年 | 940年 | 941年 | 942年 | 943年 |
| 干支 | 丁酉  | 戊戌  | 己亥  | 庚子  | 辛丑  | 壬寅  | 癸卯  |

## 同期存在的其他政权年号
- 中國
  - 天福（936年－944年）：後晉—石敬瑭之年號
  - 大有（928年－942年）：南漢—劉龑之年號
  - 光天（942年－943年）：南漢—劉玢之年號
  - 永樂（942年－943年）：南漢時期—張遇賢之年號
  - 通文（936年－939年）：閩—王繼鵬之年號
  - 永隆（939年－943年）：閩—王延羲之年號
  - 天德（943年－945年）：殷—王延政之年號
  - 廣政（938年－965年）：後蜀—孟昶之年號
  - 天顯（926年－938年）：契丹—耶律阿保機、耶律德光之年號
  - 會同（938年－947年）：契丹—耶律德光之年號
  - 大明（931年－937年）：大義寧—楊干真之年號
  - 文德（938年－944年）：大理—段思平之年號
  - 同慶（912年－966年）：于闐—尉遲烏僧波之年號
- 日本
  - 承平（931年－938年）：朱雀天皇之年號
  - 天慶（938年－947年）：朱雀天皇與村上天皇之年號

## 深入閱讀
- 李崇智. . 北京: 中華書局. 2004年12月. ISBN 7101025129.
- 鄧洪波. . 臺北: 國立臺灣大學東亞經典與文化研究計劃. 2005年3月  [2022-01-03]. ISBN 9789860005189. （原始内容 (pdf)存档于2007-08-25）.